# جيمس غرين (مصارع رياضي)
جيمس غرين (بالإنجليزية: James Green)‏ هو مصارع رياضي أمريكي، ولد في 19 يناير 1992 في Willingboro Township, New Jersey ‏ في الولايات المتحدة.

## وصلات خارجية
- جيمس غرين على موقع قاعدة بيانات المصارعة الدولية (الإنجليزية)
- جيمس غرين على موقع اللجنة الأولمبية والبارالمبية الأمريكية (الإنجليزية)